# Котко Микола Мартинович
Микола Мартинович Котко́ (нар. 8 квітня 1928, Спаськ) — український скульптор; член Спілки радянських художників України з 1960 року.

## Біографія
Народився 8 квітня 1928 року в місті Спаську (нині місто Спаськ-Дальній Приморського краю Росії). 1951 року закінчив Ворошиловградське художнє училище; 1957 року — Київський художній інститут. Навчався у Олексія Олійника, Макса Гельмана, Макара Вронського.
Жив у Києві, в будинку на Кловському узвозі, № 10, квартира № 49 та в будинку на вулиці Почайнинській, № 13/9, квартира № 8.

## Творчість
Працював у галузях монументальної і станкової скульптури. Серед робіт:
станкові скульптури
- «Червоноармієць» (1957, гіпс; Національний художній музей України);
- «Трактористка» (1960, гіпс тонований);
- «Свинарка» (1961);
- «Ранок» (1963, дерево);
- «У полі» (1963, дерево);
- «На широкій ниві» (1964);
- «Землю — селянам» (1967, склобетон);
- «Земля» (1969, кована мідь);
- «Партизани» (1975);
- «Бойові подруги» (2006);
- «Переможці» (2010);
- «Вакханка» (2010);
- «Урожай» (2012),;
- «Українка» (2013).

пам'ятники
- полеглим односельчанам у смт Вільшані Черкаської області (1977);
- на честь звільнення міста Теофіполя Хмельницької області (1979);
- Миколі Ватутіну (1987);
- Тарасу Шевченку у місті Тульчині Вінницької області (1992).

Брав участь у республіканських виставках з 1957 року, всесоюзних — з 1958 року.